# Oluf Gausdal
Oluf Gausdal, död 1592, var en norsk man som blev avrättad för häxeri. 
Han arresterades 1590 och åtalades för trolldom, sedan han året innan hade angetts av en annan åtalade "häxa", Mumpe-Gudrun (d. 1589). Han fängslades på Bergenhus festning, och fallet skedde under uppseende av hövitsmannen Peder Thott til Boltinggård. Han erkände sig skyldig till att vara en trollkarl, och angav biskop Anders Foss maka Maren Robertsdatter Foss för trolldom, och uppgav att hon hade närvarat på häxsabbaten på Lyderhorn på St. Hans-natten. Peder Thott tycks inte ha tagit anklagelsen mot biskopsfrun på allvar, men målet drog ut på tiden, och hon och hennes make krävde att Oluf Gausdal skulle bestraffas för mened, att hon inte skulle behöva försvara sig mot anklagelser mot en trollkarl, och ansökte hos kungen om skydd. Foss och Thott var samtidigt sedan länge i fejd. Detta gjorde att processen drog ut i två år. 
Den 3 oktober 1592 hölls slutligen rättegången mot Oluf Gausdal i Bergens rådhus. Han bekände att han hade lärt sig trolla av Marine i Haldorsgård, som under 1580-talet brändes som häxa, och att han hade utövat trolldom tillsammans med Mumpe-Gudrun. Hans anklagelser mot Maren Robertsdatter Foss blev nedlagda. Han dömdes till att avrättas genom att brännas på bål. 